# Perfectly Damaged
Perfectly Damaged – szósty album studyjny szwedzkiego piosenkarza Månsa Zelmerlöwa, wydany 3 czerwca 2015 roku nakładem wytwórni Warner Music Sweden. 11 maja 2015 Zelmerlöw ujawnił pełną track listę oraz okładkę albumu. Album był nagrywany w Sztokholmie, Kopenhadze oraz Londynie w 2015 roku na przełomie wiosny i lata.
13 maja 2016 ukazała się wersja rozszerzona Perfectly Damaged pt. Perfectly Re:Damaged, na której pojawiła się premierowo piosenka Fire in the Rain promująca komplikację.
Album zdobył pierwsze miejsce na oficjalnej Szwedzkiej liście sprzedaży Sverigetopplistan w pierwszym tygodniu od premiery. 10 czerwca 2015 album wskoczył na miejsce 87 na liście The Official Chart Update w Wielkiej Brytanii. Na liście UK Albums Chart album zdobył pozycję 107. 12 czerwca 2015 album uplasował się na miejscu 46 na Niemieckiej liście German Albums Chart zaś dzień później na pozycji 26 na Dutch Albums Chart.

## Single
- Heroes - Pierwszy singiel artysty z jego szóstego albumu studyjnego. Utwór brał udział w preselekcjach do 60. Konkursu Piosenki Eurowizji - Melodifestivalen 2015. Piosenka preselekcje wygrała dzięki czemu mogła reprezentować Szwecję w Konkursie Piosenki Eurowizji organizowanym w Wiedniu, w którym też konkursie Måns Zelmerlöw zwyciężył. Piosenka swoją premierę miała 28 lutego w formacie Digital download oraz jako fizyczny singiel CD. Do utworu zostało stworzone jedynie Lyric Video, które uchodzi za oficjalny teledysk a swoją premierę na YouTube miało 28 lutego 2015[2].

- Should’ve Gone Home - Drugi singiel promujący album. Tekst napisali Fredrik Sonefors, Martin sierpnia Bjelke oraz Micky Skeel. Singiel swoją premierę miał 7 sierpnia 2015 roku w formacie Digital download. Piosenka zdobyła 27 miejsce oficjalnej Szwedzkiej liście Sverigetopplistan[3]. Powstała również francuskojęzyczna wersja utworu pt. "Should've Gone Home (Je ne suis qu'un homme)", która była notowana na oficjalnej Francuskiej liście singli SNEP. Do anglojęzycznej jak i francuskojęzycznej wersji piosenki powstały teledyski, które wyreżyserował Micke Gustafsson „Mikeadelica”[4].

## Perfectly Re:Damaged
Perfectly Re:Damaged - Jest to wersja rozszerzona albumu Perfectly Damaged, która została wydana 13 maja 2016 roku na świecie jak i w Polsce. Ta wersja krążka zawiera premierową kompozycję Fire in the Rain, która promowała komplikację oraz następny album artysty Chameleon.
Lista utworów nie liczy się niczym w porównaniu z oryginałem jedynie Fire in the Rain znalazła się na pierwszej pozycji. Następnie możemy usłyszeć wszystkie piosenki z Perfectly Damaged.

## Single
- „Fire in the Rain” - Pierwszy singiel promujący komplikację Perfectly Re:Damaged oraz następny album artysty. Utwór swoją premierę miał 4 maja 2016 w formacie Digital download. Autorami tekstu do piosenki są Simon Strömstedt i Fredrik Sonefors. Singiel odniósł ogromny sukces w Polsce co dało mu 3[5] pozycję na ZPAV (Związek Producentów Audio-Video) oraz status złotej płyty[6] z liczbą ponad 10,000 sprzedanych egzemplarzy, przyznany przez to samo stowarzyszenie.

## Lista utworów
- Standardowa edycja

| #   | Tytuł                                    | Kompozytorzy                                                                        | Producent                                 | Czas |
| --- | ---------------------------------------- | ----------------------------------------------------------------------------------- | ----------------------------------------- | ---- |
| 1.  | „Stir It Up”                             | Måns Zelmerlöw, Nick Jarl, Gavin Jones, Kris Eriksson                               | Winterlude                                | 3:24 |
| 2.  | „Heroes”                                 | Joy Deb, Linnea Deb, Anton Malmberg Hård af Segerstad                               | Joy Deb, Anton Malmberg Hård af Segerstad | 3:10 |
| 3.  | „Someday”                                | Måns Zelmerlöw, Joy Deb, Linnea Deb, Anton Malmberg Hård af Segerstad, Nikki Flores | Anton Malmberg Hård af Segerstad, Joy Deb | 3:13 |
| 4.  | „Live While You're Alive”                | Måns Zelmerlöw, Gavin Jones, Alexander Holmgren, Johan Wetterberg                   |                                           | 3:00 |
| 5.  | „Let It Burn”                            | Måns Zelmerlöw, Brown, Michael Angelo                                               | Michael Angelo                            | 3:49 |
| 6.  | „Should’ve Gone Home”                    | Martin Bjelke, Micky Skeel, Fredrik Sonefors                                        | Fredrik Sonefors, Martin Bjelke           | 3:33 |
| 7.  | „Fade Away”                              | Måns Zelmerlöw, Søren Mikkelsen, Ana Diaz                                           |                                           | 3:29 |
| 8.  | „Hearts Collide”                         | Måns Zelmerlöw, Duck Blackwell, Paddy Dalton                                        |                                           | 3:49 |
| 9.  | „The Core of You”                        | Måns Zelmerlöw, Nick Jarl, Tania Doko, Kris Eriksson                                | Winterlude                                | 3:18 |
| 10. | „Unbreakable”                            | Måns Zelmerlöw, Joy Deb, Linnea Deb, Anton Malmberg Hård af Segerstad, Nikki Flores |                                           | 3:14 |
| 11. | „Kingdom in the Sky”                     | Søren Mikkelsen, Paddy Dalton                                                       |                                           | 3:58 |
| 12. | „What's in Your Eyes” feat. Tilde Vinter | Måns Zelmerlöw, Søren Mikkelsen, Paddy Dalton                                       |                                           | 3:50 |

- Perfectly Re:Damaged

| #   | Tytuł                                    | Kompozytorzy                                                                        | Producent                                 | Czas |
| --- | ---------------------------------------- | ----------------------------------------------------------------------------------- | ----------------------------------------- | ---- |
| 1.  | „Fire in the Rain”                       | Simon Strömstedt, Fredrik Sonefors                                                  | Fredrik Sonefors                          | 3:13 |
| 2.  | „Stir It Up”                             | Måns Zelmerlöw, Nick Jarl, Gavin Jones, Kris Eriksson                               | Winterlude                                | 3:24 |
| 3.  | „Heroes”                                 | Joy Deb, Linnea Deb, Anton Malmberg Hård af Segerstad                               | Joy Deb, Anton Malmberg Hård af Segerstad | 3:10 |
| 4.  | „Someday”                                | Måns Zelmerlöw, Joy Deb, Linnea Deb, Anton Malmberg Hård af Segerstad, Nikki Flores | Anton Malmberg Hård af Segerstad, Joy Deb | 3:13 |
| 5.  | „Live While You're Alive”                | Måns Zelmerlöw, Gavin Jones, Alexander Holmgren, Johan Wetterberg                   |                                           | 3:00 |
| 6.  | „Let It Burn”                            | Måns Zelmerlöw, Brown, Michael Angelo                                               | Michael Angelo                            | 3:49 |
| 7.  | „Should’ve Gone Home”                    | Martin Bjelke, Micky Skeel, Fredrik Sonefors                                        | Fredrik Sonefors, Martin Bjelke           | 3:33 |
| 8.  | „Fade Away”                              | Måns Zelmerlöw, Søren Mikkelsen, Ana Diaz                                           |                                           | 3:29 |
| 9.  | „Hearts Collide”                         | Måns Zelmerlöw, Duck Blackwell, Paddy Dalton                                        |                                           | 3:49 |
| 10. | „The Core of You”                        | Måns Zelmerlöw, Nick Jarl, Tania Doko, Kris Eriksson                                | Winterlude                                | 3:18 |
| 11. | „Unbreakable”                            | Måns Zelmerlöw, Joy Deb, Linnea Deb, Anton Malmberg Hård af Segerstad, Nikki Flores |                                           | 3:14 |
| 12. | „Kingdom in the Sky”                     | Søren Mikkelsen, Paddy Dalton                                                       |                                           | 3:58 |
| 13. | „What's in Your Eyes” feat. Tilde Vinter | Måns Zelmerlöw, Søren Mikkelsen, Paddy Dalton                                       |                                           | 3:50 |

## Notowania na listach sprzedaży
| Kraj              | Lista (2015)        | Najwyższa pozycja |
| ----------------- | ------------------- | ----------------- |
| Szwecja           | Top 60 Albums       | 1                 |
| Austria           | Alben Top 75        | 21                |
| Szwajcaria        | Alben Top 100       | 24                |
| Holandia          | Album Top 100       | 26                |
| Finlandia         | Top 50 Albums       | 45                |
| Niemcy            | Albums Top 100      | 46                |
| Belgia (Flandria) | Ultratop 200 Albums | 55                |
| Belgia (Walonia)  | Ultratop 200 Albums | 85                |
| Wielka Brytania   | Albums Top 200      | 107               |

## Historia wydania
| Kraj              | Data           | Format               | Wytwórnia           |
| ----------------- | -------------- | -------------------- | ------------------- |
| Wielka Brytania   | 1 czerwca 2015 | CD                   | Warner Music Sweden |
| Australia         | 3 czerwca 2015 | Digital download     | Warner Music Sweden |
| Kanada            | 3 czerwca 2015 | Digital download     | Warner Music Sweden |
| Południowa Afryka | 3 czerwca 2015 | Digital download     | Warner Music Sweden |
| Szwecja           | 3 czerwca 2015 | Digital download, CD | Warner Music Sweden |
| Wielka Brytania   | 3 czerwca 2015 | Digital download     | Warner Music Sweden |
| Polska            | 8 czerwca 2015 | CD                   | Warner Music Poland |